# Amstel Gold Race 2019
L'Amstel Gold Race 2019, cinquantaquattresima edizione della corsa e valevole come diciottesima prova dell'UCI World Tour 2019 categoria 1.UWT, si svolse il 21 aprile 2019 su un percorso di 265,7 km, con partenza da Maastricht e arrivo a Berg en Terblijt, nei Paesi Bassi. La vittoria fu appannaggio dell'olandese Mathieu van der Poel, il quale completò il percorso in 6h28'18", alla media di 41,056 km/h, precedendo l'australiano Simon Clarke e il danese Jakob Fuglsang.
Sul traguardo di Berg en Terblijt 109 ciclisti, su 175 partiti da Maastricht, portarono a termine la competizione.

## Squadre e corridori partecipanti
| N.      | Cod. | Squadra               |
| ------- | ---- | --------------------- |
| 1-7     | TDD  | Team Dimension Data   |
| 11-17   | MTS  | Mitchelton-Scott      |
| 21-27   | TBM  | Bahrain-Merida        |
| 31-37   | ALM  | AG2R La Mondiale      |
| 41-47   | AST  | Astana Pro Team       |
| 51-57   | BOH  | Bora-Hansgrohe        |
| 61-67   | CPT  | CCC Team              |
| 71-77   | DQT  | Deceuninck-Quick-Step |
| 81-87   | EF1  | EF Education First    |
| 91-97   | GFC  | Groupama-FDJ          |
| 101-107 | LTS  | Lotto Soudal          |
| 111-117 | MOV  | Movistar Team         |
| 121-127 | TJV  | Team Jumbo-Visma      |

| N.      | Cod. | Squadra                   |
| ------- | ---- | ------------------------- |
| 131-137 | TKA  | Team Katusha Alpecin      |
| 141-147 | SKY  | Team Sky                  |
| 151-157 | SUN  | Team Sunweb               |
| 161-167 | TFS  | Trek-Segafredo            |
| 171-177 | UAD  | UAE Team Emirates         |
| 181-187 | COC  | Corendon-Circus           |
| 191-197 | ROC  | Roompot-Charles           |
| 201-207 | BRD  | Bardiani CSF              |
| 211-217 | ICA  | Israel Cycling Academy    |
| 221-227 | SVB  | Sport Vlaanderen-Baloise  |
| 231-237 | VCB  | Vital Concept-B&B Hotels  |
| 241-247 | WGG  | Wanty-Gobert Cycling Team |

## Ordine d'arrivo (Top 10)
| Pos. | Corridore            | Squadra    | Tempo    |
| ---- | -------------------- | ---------- | -------- |
| 1    | M. van der Poel      | Corendon   | 6h28'18" |
| 2    | Simon Clarke         | EF         | s.t.     |
| 3    | Jakob Fuglsang       | Astana     | s.t.     |
| 4    | Julian Alaphilippe   | Deceuninck | s.t.     |
| 5    | M. Schachmann        | Bora       | s.t.     |
| 6    | Bjorg Lambrecht      | Lotto      | s.t.     |
| 7    | Alessandro De Marchi | CCC        | s.t.     |
| 8    | Valentin Madouas     | Groupama   | s.t.     |
| 9    | Romain Bardet        | AG2R       | s.t.     |
| 10   | Matteo Trentin       | Mitchelton | s.t.     |